# Tourne-billes à éperon

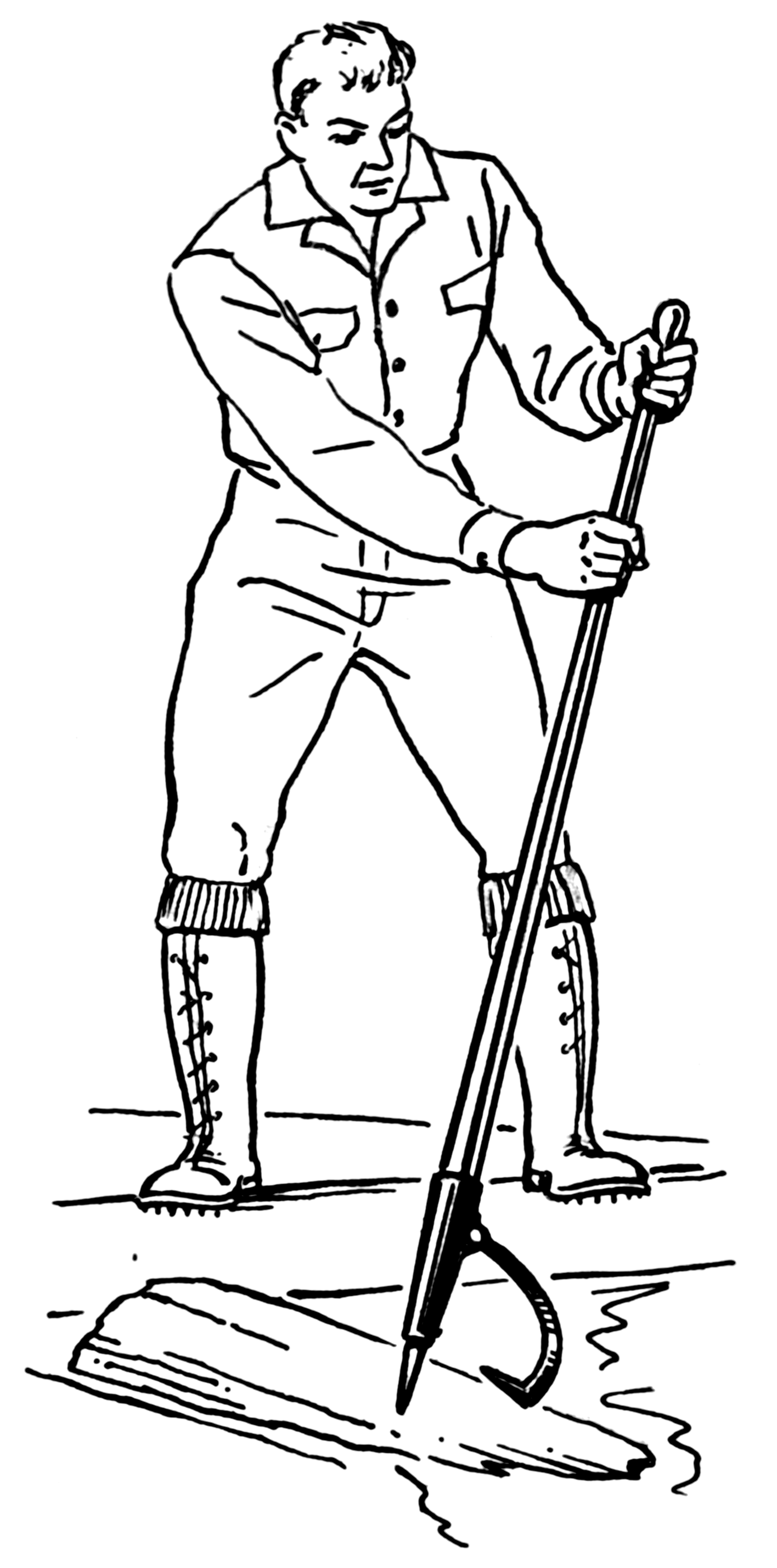

Un tourne-billes à éperon ou un franc-renard est un outil servant à manipuler les billots et les billes de bois. 
Cet outil fut inventé afin de remplacer le tourne-bille à griffe (en), outil utilisé par les draveurs. Il aurait été inventé par un forgeron du Maine (États-Unis) en 1858. 

## Caractéristiques
L'outil mesure généralement de 0,75 à 1,25 m. Le manche est historiquement fait en bois. Le crochet métallique est en forme d'éperon et se situe près de la base qui est muni d'un pic.
Après avoir planté le pic dans la bille, le croc vient saisir un second point sur le tronc. Le draveur a ainsi un bras de levier lui permettant de tourner ou de glisser la bille.
Principalement utilisé pour les grosses pièces de bois, le tourne-billes est encore utilisé par les bûcherons de nos jours.